# Włochy na Letnich Igrzyskach Olimpijskich 1928
Włochy na Letnich Igrzyskach Olimpijskich 1928 w Amsterdamie reprezentowało 174 zawodników, 156 mężczyzn i 18 kobiet. Najmłodszym zawodnikiem była gimnastyczka Luigina Giavotti (11 lat 301 dni), a najstarszym szermierz Marcello Bertinetti (43 lata 99 dni).

## Zdobyte medale
| Medal  | Zawodnik | Dyscyplina           | Konkurencja                            | Rezultat                                          |
| ------ | --- | -------------------- | -------------------------------------- | ------------------------------------------------- |
| Złoto  | Vittorio Tamagnini | Boks                 | Waga kogucia (53,525 kg)               | [ a ] [ 1 ]                                       |
| Złoto  | Carlo Orlandi | Boks                 | Waga lekka (61,237 kg)                 | [ a ] [ 2 ]                                       |
| Złoto  | Piero Toscani | Boks                 | Waga średnia (72,574 kg)               | [ a ] [ 3 ]                                       |
| Złoto  | Luigi Tasselli Giacomo Gaioni Cesare Facciani Mario Lusiani | Kolarstwo            | 4 km drużynowo na dochodzenie mężczyzn | 5:06,20                                           |
| Złoto  | Ugo Pignotti Giulio Gaudini Giorgio Pessina Gioacchino Guaragna Oreste Puliti Giorgio Chiavacci | Szermierka           | Floret drużynowo mężczyzn              | [ b ] [ 5 ]                                       |
| Złoto  | Giulio Basletta Marcello Bertinetti Giancarlo Cornaggia-Medici Carlo Agostoni Renzo Minoli Franco Riccardi | Szermierka           | Szpada drużynowo mężczyzn              | [ b ] [ 5 ]                                       |
| Złoto  | Valerio Perentin Giliante D’Este Nicolò Vittori Giovanni Delise Renato Petronio | Wioślarstwo          | Czwórka ze sternikiem mężczyzn         | 6:47,80 >                                         |
| Srebro | Giulio Sarrocchi Renato Anselmi Emilio Salafia Gustavo Marzi Bino Bini Oreste Puliti | Szermierka           | Szabla drużynowo mężczyzn              | [ b ] [ 5 ]                                       |
| Srebro | Romeo Neri | Gimnastyka           | Ćwiczenia na drążku mężczyzn           | 57,00 pkt                                         |
| Srebro | Bianca Ambrosetti Lavinia Gianoni Luigina Perversi Diana Pizzavini Luigina Giavotti Luisa Tanzini Carolina Tronconi Ines Vercesi Rita Vittadini Virginia Giorgi Germana Malabarba Clara Marangoni                                                                               | Gimnastyka           | Wielobój drużynowo kobiet              | -                                                 |
| Srebro | Pierino Gabetti | Podnoszenie ciężarów | Waga piórkowa (do 60 kg)               | 282,5 kg                                          |
| Srebro | Carlo Galimberti | Podnoszenie ciężarów | Waga średnia (do 75 kg)                | 332,5 kg                                          |
| Brąz   | Carlo Cavagnoli | Boks                 | Waga musza (50,802 kg)                 | [ a ] [ 11 ]                                      |
| Brąz   | Giulio Gaudini | Szermierka           | Floret indywidualnie mężczyzn          | [ b ] [ 12 ]                                      |
| Brąz   | Bino Bini | Szermierka           | Szabla indywidualnie mężczyzn          | [ b ] [ 13 ]                                      |
| Brąz   | Gianpiero Combi Delfo Bellini Umberto Caligaris Alfredo Pitto Fulvio Bernardini Pietro Genovesi Adolfo Baloncieri Elvio Banchero Angelo Schiavio Mario Magnozzi Virgilio Levratto Giovanni De Prà Virginio Rosetta Silvio Pietroboni Antonio Janni Enrico Rivolta Gino Rossetti | Piłka nożna          | Turniej mężczyzn                       | W meczu o trzecie miejsce: wygrana z Egiptem 11:3 |
| Brąz   | Cesare Rossi Pietro Freschi Umberto Bonadè Paolo Gennari | Wioślarstwo          | Czwórka bez sternika mężczyzn          | 6:31,60 >                                         |
| Brąz   | Giovanni Gozzi | Zapasy               | Waga kogucia (-58 kg)                  | [ c ] [ 15 ]                                      |
| Brąz   | Gerolamo Quaglia | Zapasy               | Waga piórkowa (- 62 kg)                | [ c ] [ 16 ]                                      |